# Frontera entre Arabia Saudita y Catar
La frontera entre Arabia Saudita y Catar es el límite marítimo y terrestre que separa Arabia Saudita y Catar. Ubicada al sur de la península sobre la cual se encuentra el emirato catarí, la frontera terrestre mide en total 60 km, formando una especie de arco de este a oeste. Es la única frontera terrestre de Catar y la más corta de las cinco fronteras terrestres de Arabia Saudita.

## Trazado
Del noroeste al sudeste, la frontera es en principio marítima, atravesando la bahía de Salwa (Dawhat Salwa, al fondo del golfo de Baréin), sigue luego por tierra desde el fondo de esta bahía en una dirección sudeste antes de remontar progresivamente hacia el noreste y acaba sobre el borde del Khawr al Udayd, una bahía muy cerrada, calificada a veces de mar interior, al suroeste de Catar y se prolonga por una nueva frontera marítima en la parte meridional de esta bahía hasta en el golfo Pérsico. Principalmente desértica, la frontera terrestre dispone de dos puestos fronterizos sobre dos autopistas, la Salwa Road, al oeste no lejos de la bahía de Salwa, y Qatar-UAE Road, al centro (la Qatar-UAE Road conecta vía Arabia Saudita, a Catar con los Emiratos Árabes Unidos). Son las únicas carreteras que conectan a Catar con el exterior, pues los trabajos del puente de la Amistad que quiere conectar a Catar con la isla de Baréin no han comenzado.

## Historia
La frontera fue definida en 1868 cuando Catar se separó de Baréin con apoyo del Reino Unido. La frontera entre ambos estados fue reconocida mediante un acuerdo el 4 de diciembre de 1965, pero siempre ha habido disputas.
En junio de 2017, el conflicto durmiente entre Catar y Arabia Saudita estalló en una verdadera crisis diplomática, y el reino saudí decidió clausurar la frontera terrestre así como las fronteras marítimas y aéreas (al igual que los Emiratos Árabes Unidos y Baréin).